# Vicomte

Rangkrone eines französischen Vicomte

Vicomte (IPA: [viˈkɔ̃ːt], anhörenⓘ; von lateinisch Vicecomes, englisch Viscount, niederländisch Burggraaf, italienisch Visconte, spanisch Vizconde, portugiesisch Visconde) ist ein europäischer Adelstitel. Ursprünglich war er ein Vizegraf, d. h. der Stellvertreter eines Grafen (französisch Comte, italienisch Conte, spanisch Conde, englisch Count).
In Großbritannien, Frankreich, den Niederlanden und Belgien ist es der eigenständige Titel eines zwischen Baron und Graf (Earl bzw. Comte) stehenden Adligen.
Die Bezeichnung kam im Jahr 819 im fränkischen Reich zum ersten Mal vor und bezeichnete das Amt eines Stellvertreters des Grafen („Vize-Graf“), welches mit Aufgaben der Rechtsprechung, Verwaltung und wirtschaftlichen Nutzung der gräflichen Domäne verbunden war. Das Amt wurde dort ab dem 10. Jahrhundert teils erblich, wurde nach und nach mit unmittelbarer Gewalt über ein Lehen verbunden und entwickelte sich schließlich zu einer eigenständigen Adelswürde.
In Frankreich führte häufig der älteste Sohn eines Grafen oder Marquis den Titel Vicomte. Der Verwaltungsbezirk bzw. die Länderei hieß Vizegrafschaft (französisch Vicomté, spanisch Vizcondado) etc. Bei der italienischen Adelsfamilie Visconti wurde die Amtsbezeichnung (im Plural) zum Familiennamen, ähnlich wie bei den Conti.